# Alexandra Hedison
Alexandra Hedison (nacida como Alexandra Mary Hedison, Los Ángeles, California; 10 de julio de 1969) es una actriz y fotógrafa estadounidense.

## Biografía

### Inicios
Es hija del actor David Hedison y de Bridget Mori. Estudió en la Universidad Estatal de Nueva York en Purchase y en la Universidad de California en Los Ángeles (UCLA).

### Trayectoria artística
Ha intervenido como actriz en algunas películas y series de televisión, con papeles episódicos en series como Melrose Place, contabilizando un total de diecinueve títulos. El papel más famoso de Hedison fue el de Dylan Moreland en la serie de televisión The L Word, de la cadena Showtime.
Hedison dejó la interpretación en 2009, declarando que los actores tenían que soportar permanentemente ser el centro de atención, algo que ella no soportaba. Se centró entonces en la fotografía, que le ha proporcionado mayores satisfacciones; desde 2001 se dedica al arte visual, es experta en retratos de paisajes y arquitectura, y ha realizado exposiciones en galerías y museos de Europa y América, en ciudades como Londres, Nueva York, Santa Mónica o Los Ángeles.
Ha expuesto sus series de imágenes abstractas en la galería Rose Gallery en Bergamot Station, Los Ángeles. También ha incursionado en la dirección cinematográfica con el cortometraje de animación In the Dog House, la obra de animación At the End of My Leash y el cortometraje documental The Making of Suit Yourself.
Ha sido guionista de la primera de estas obras.

### Vida personal
Fue pareja de la actriz y presentadora Ellen DeGeneres después de que esta terminara su relación con Anne Heche. Su historia sentimental duró algo más de tres años, concluyendo en 2004, cuando DeGeneres conoció a su actual esposa Portia de Rossi.
Hedison comenzó una relación con la actriz Jodie Foster en el verano de 2013, aunque esta relación no sería conocida hasta unos meses después.
La publicista Jennifer Allen, representante de Foster, confirmó el 23 de abril de 2014 que esta se había casado con Hedison la 
semana anterior, aunque sin precisar detalles acerca de la ceremonia, celebrada en la intimidad.

## Filmografía

### Cine
- Duerme conmigo (Sleep with Me, 1994) como actriz morena
- Triángulo de ambición (The Hard Truth, 1994) como recepcionista
- Ambición peligrosa (The Rich Man's Wife, 1996) como invitada a la fiesta
- Standing on Fishes (1999)
- In the Dog House (2005) (cortometraje de animación) como voz de Maggie
- Designing Blind (2006) como ella misma[21]
- Max is missing (1994) como Rebecca.

### Televisión
- Lois y Clark: las nuevas aventuras de Superman (Lois & Clark: The New Adventures of Superman, 1994) (1 episodio) como Remy
- OP Center: Código nuclear (OP Center, 1995) (telefilme)
- Melrose Place (1995) (1 episodio) como la Dra. Reshay
- Max ha desaparecido (Max is Missing, 1995) (telefilme) como Rebecca
- Medias de seda (1996) (1 episodio) como Julie
- Champs (1996) (1 episodio) como mujer en la cafetería
- L.A. Firefighters (1996-1997) (13 episodios) como la bombero Kay Rizzo
- Night Man (1997-1998) (2 episodios) como Jennifer Parks
- Any Day Now (1998) (1 episodio) como Rhonda
- Prey (1998) (7 episodios) como jefa de Attwood
- Fuera de control (Blackout Effect, 1998) (telefilme) como Catherine Parmel
- Siete días (Seven Days, 1999) (1 episodio) como la teniente Sally Bensen
- Nash Bridges (2000) (1 episodio) como la agente especial Victoria Trachsel
- The L Word (2006-2009) (14 episodios) como Dylan Moreland